# Natalie Dreyfuss
Natalie Rachel Dreyfuss (ur. 25 lutego 1987 w Los Angeles) – amerykańska aktorka, która wystąpiła m.in. w serialach Flash, The Originals i Tajemnica Amy.
Natalie pochodzi z aktorskiej rodziny - jest bratanicą Richarda Dreyfussa, a jej ojciec Lorin również jest aktorem.

## Filmografia

### Filmy
| Rok  | Tytuł                          | Rola               | Uwagi                | Przypisy |
| ---- | ------------------------------ | ------------------ | -------------------- | -------- |
| 1989 | Niech się dzieje, co chce      | Abby               | nieuwzgl. w napisach |          |
| 2007 | Skarb narodów: Księga tajemnic | Angry college girl |                      | [ 2 ]    |
| 2008 | 33 Griffin Lane                | Jessie             |                      |          |
| 2008 | Childless                      | Katherine          |                      | [ 3 ]    |
| 2012 | Chirurgiczna precyzja          | Abigail            |                      |          |
| 2012 | Wyjść na prostą                | Amber              | nieuwzgl. w napisach |          |
| 2012 | The First Date                 | Jill               | krótkometr.          |          |
| 2018 | Bedtime Story                  | Zoe                | krótkometr.          |          |

### Telewizja
| Rok     | Tytuł                    | Rola                      | Uwagi            | Przypisy |
| ------- | ------------------------ | ------------------------- | ---------------- | -------- |
| 2007    | Tożsamość szpiega        | Sophie Stagner            | 1 odc.           |          |
| 2007    | Powrót do życia          | Tiffany Sloan             | 1 odc.           |          |
| 2007    | Connected                | Tiffany Harrington        | 2 odc.           |          |
| 2008–09 | Rita daje czadu          | Hallie Clemens            | w gł. obsadzie   | [ 1 ]    |
| 2008    | The Nanny Express        | Emily Chandler            | film TV          |          |
| 2008    | The Shield: Świat glin   | Agnes Billings            | 1 odc.           |          |
| 2010    | Magia kłamstwa           | Molly                     | 1 odc.           |          |
| 2010–11 | Glory Daze               | Julie                     | rola powracająca |          |
| 2011    | Trawka                   | Sophia                    | 1 odc.           |          |
| 2012    | Jess i chłopaki          | Skyler                    | 1 odc.           |          |
| 2012    | Dr House                 | Courtney                  | 1 odc.           |          |
| 2012–13 | Tajemnica Amy            | Chloe                     | rola powracająca |          |
| 2013    | Czysta krew              | 18-letnia faerie          | 2 odc.           |          |
| 2013    | We Are Men               | Lizzy                     | 1 odc.           |          |
| 2014–15 | The Originals            | Cassie / Esther Mikaelson | 6 odc.           |          |
| 2014    | Dwie spłukane dziewczyny | Hilary Waldare            | 1 odc.           |          |
| 2015    | Clipped                  | Lucy                      | 1 odc.           |          |
| 2017    | Still the King           | Leia                      | 7 odc.           | [ 2 ]    |
| 2017    | Dzidzitata               | Olivia                    | 1 odc.           | [ 2 ]    |
| 2017    | Will & Grace             | Emma                      | 1 odc.           |          |
| 2019    | The Dating List          | Abby Morel                | film TV          |          |
| 2020    | Poison Pen Pal           | Molly Cumberland          | film TV          |          |
| 2020–22 | Flash                    | Sue Dearbon               | rola powracająca |          |
| 2021    | Falling for Christmas    | Holly Green               | film TV          |          |
| 2022    | Snapshot of Love         | Jessie Brookes            | film TV          |          |